# Mbombela (gemeente)
Mbombela (officieel Mbombela Local Municipality) is een gemeente in het Zuid-Afrikaanse district Ehlanzeni.
Mbombela ligt in de provincie Mpumalanga en telt 588.794 inwoners.

## Hoofdplaatsen
Het nationaal instituut voor de statistiek, Stats SA, deelt sinds de census 2011 deze gemeente in in 73 zogenaamde hoofdplaatsen (main place):
Aldie • Backdoor • Berlin State Forest • Bhekiswayo • Boschrand Heights • Broedersvrede • Buyelani • Daantjie • Drum Rock • Dwaleni • Elandshoek • Emoyeni • Entokozweni • Forsicht • Ga-Tshwene • Gutshwa • Gutshwakop • Hazyview • Hlauhlau • Jerusalem • Kabokweni • Kanyamazane • Karino • Khumbula • Kruger National Park • Legogote • Lundi • Luphisi • Mahukube • Mahukule A • Mahushu • Makawusi • Makoko • Malekutu • Manzini • Matsulu • Mbombela • Mbombela NU • Mgcobaneni • Mhwayi • Mpakeni • Msholozi • Msogwaba • Mthimba • Newscom • Ngodini • Ngodwana • Nkambeni • Nkohlakalo • Nsikazi • Numbi • Nyamazaneni • Nyongane • Phakane • Phameni • Phathwa • Phola • Pienaar • Primkop • Renosterkop • Salubindza • Sandfort • Sherwood • Siphelanyane • Starvation Creek Nature Reserve • Swalala • Tekwane • Tekwane Estate • Tshabalala • Verdoux • Villa Sabie • White River • Zwelisha.